# ردینگ میل، میسوری
ردینگ میل (به انگلیسی: Redings Mill) یک روستا (ایالات متحده آمریکا) در ایالات متحده آمریکا است که در شهرستان نیوتون، میزوری واقع شده‌است.
 ردینگ میل ۰٫۵۴ کیلومتر مربع مساحت و ۱۵۱ نفر جمعیت دارد و ۳۲۱ متر بالاتر از سطح دریا واقع شده‌است.